# O Lume Nouă
O Lume Nouă (A New World) este un film românesc din 2014 regizat de Luiza Pârvu. Rolurile principale au fost interpretate de actorii Olimpia Melinte, Florin Penișoară.

## Distribuție
Distribuția filmului este alcătuită din:
- Florin Penișoară — Petru
- Ioan Ardelean — Wojnarowski
- Ioan Boeriu — Pavel
- Olimpia Melinte — Ana
- Grigore Leșe